# Live in Germany
Live in Germany is een livealbum van Nattefrost, een eenmansband van Bjørn Jeppesen. Het bevat opnamen gemaakt tijdens concerten in Wuppertal (3 mei 2008, Rex Theater) en Bielefeld (12 september 2009, Electronic Circus, Movie).

## Musici
- Bjørn Jeppesen – synthesizers, elektronica
- Robert Schröder/Phil Molto – gitaar op tracks 3 en 4

## Muziek
| Nr. | Titel                                      | Duur |
| --- | ------------------------------------------ | ---- |
| 1.  | Valhal (part 1, 2) (Wuppertal)             | 3:43 |
| 2.  | Searching for a distant planet (Wuppertal) | 4:35 |
| 3.  | Kopenhaachen (2008) (Wuppertal)            | 6:50 |
| 4.  | Perfectly connected (Wuppertal)            | 6:00 |
| 5.  | Intro (Bielefeld)                          | 0:43 |
| 6.  | Decadence (Bielefeld)                      | 5:14 |
| 7.  | The swan (Bielefeld)                       | 3:50 |
| 8.  | The pleasure of tranquility (Bielefeld)    | 6:06 |
| 9.  | Descending for the stars (Bielefeld)       | 2:23 |
| 10. | Draconian (Bielefeld)                      | 5:07 |
| 11. | Winterland (Bielefeld)                     | 4:01 |
| 12. | Nightfall (Bielefeld)                      | 4:50 |
| 13. | Kopenhaachen (2009) (Bielefeld)            | 6:08 |
| 14. | A new direction (Bielefeld)                | 5:24 |

The swan is een bewerking van het werk van Camille Saint-Saëns.